# Karl Daniel Kümmich
Karl Daniel Kümmich (vollständiger Name Friedrich Daniel Karl Kümmich, * 20. März 1798 in Friedberg; † 3. März 1856 in Darmstadt) war ein hessischer evangelischer Pfarrer und Abgeordneter der Zweiten Kammer der Landstände des Großherzogtums Hessen (Lib).
Karl Daniel Kümmich war der Sohn des Kaufmanns Georg Kümmich (1751–1821) und dessen Ehefrau Helene Margarethe, geborene Rupprecht. Kümmich, der evangelischen Glaubens war, heiratete Elisabeth Margarethe geborene Jäger (1800–1872).
Kümmich studierte Theologie an den Universitäten Gießen und Heidelberg. Er wurde 1824 Vikar in Ortenberg und 1825 dort Pfarrer. 1835 wechselte er als Pfarrer nach Oppenheim. 1837 wurde er Mitglied und Rat im Oberkonsistorium der Evangelischen Landeskirche Hessen. 1849 wurde er Rat der Oberstudiendirektion, bevor er 1853 pensioniert wurde. 1855 erhielt er die Promotion zum Ehrendoktor der Theologie (Dr. theol. h. c.)
Von 1838 bis 1841 gehörte er der Zweiten Kammer der Landstände an. Er wurde für den Wahlbezirk Oberhessen13/Gedern-Ortenberg gewählt.